# Кутукеев, Кубатаалы
Кубатаалы́ Кутуке́ев (кирг. Кубаталы Кутукеев; 1883 год, с. Ак-Кия — 1982 год, с. Ак-Кия, Ак-Талинский район, Нарынская область) — заведующий коневодческой фермой колхоза «Ак-Кия» Акталинского района Тянь-Шаньской области, Киргизская ССР. Герой Социалистического Труда (1948). Депутат Верховного Совета Киргизской ССР.

## Биография
Родился в 1882 году в крестьянской семье в селе Ак-Кия.
С 1942 по 1960 года — заведующий коневодческой фермой колхоза «Ак-Кия» Ак-Талинского района.
Указом Президиума Верховного Совета СССР от 15 сентября 1948 года за выдающиеся трудовые достижения в животноводстве удостоен звания Героя Социалистического Труда с вручением ордена Ленина и золотой медали «Серп и Молот».
Дважды избирался депутатом Верховного Совета Киргизской ССР (1951—1959).
С 1969 года — персональный пенсионер союзного значения.
Проживал в родном селе, где скончался в 1982 году.